# 루손 해협
루손 해협(-海峽)은 필리핀의 루손섬과 중화민국의 타이완 사이의 해협이다. 태평양 서쪽의 필리핀해와 남중국해를 잇는다. 폭은 대략 250 km 정도이다.